# Hamzah van Jordanië
Hamzah bin Hoessein van Jordanië (Arabisch: حمزة بن الحسين; Amman, 29 maart 1980) is de vierde zoon van koning Hoessein van Jordanië. Zijn moeder is koningin Noor, de vierde echtgenote van Hoessein. Prins Hamzah was van 1999 tot 2004 kroonprins. Begin 2022 deed hij afstand van de titel prins.

## Biografie
Prins Hamzah ging de eerste jaren naar school in Amman, Jordanië, en vervolgde zijn opleiding op Harrow School in het Verenigd Koninkrijk. Op de Koninklijke Militaire Academie Sandhurst volgde de prins zijn militaire opleiding. Hij trad vervolgens toe tot het Jordaanse leger. In 2006 slaagde hij aan de Harvard-universiteit. Koning Abdoellah II benoemde zijn halfbroer op 7 februari 1999 tot kroonprins van Jordanië. Deze positie hield hij tot en met 28 november 2004, toen de koning het hem weer afnam. Er werd geen opvolger gekozen. Velen dachten dat de koning wilde dat zijn eigen zoon, prins Hoessein, hem ooit op zou volgen. In 2009 werd Hoessein daadwerkelijk kroonprins.
Diverse malen vertegenwoordigde prins Hamzah de koning bij gelegenheden in binnen- en buitenland. Hij heeft in zijn vrije tijd een passie voor vliegtuigen.
Op 3 april 2021 publiceerde de BBC een video van prins Hamzah waarin hij meldde dat hij onder huisarrest was geplaatst als onderdeel van een hardhandig optreden tegen critici. Er werd verklaard dat de video via de advocaat van prins Hamzah aan de BBC was doorgegeven. Een jaar later deelde Hamzah een bericht waarin hij afstand doet van de titel prins.

## Privé
Prins Hamzah huwde twee keer; zijn eerste huwelijk eindigde in een scheiding.
Op 29 augustus 2003 trouwde hij met prinses Noor bint Asem, een verre nicht van hem. Ze hebben samen een dochter, prinses Haya (2007). Op 9 september 2009 scheidde het stel. De prins huwde op 12 januari 2012 met Basmah Bani Ahmad. Zij kregen samen  vier dochters en een zoon: prinses Zein (2012), prinses Noor (2014), prinses Badiya (2016), prinses Nafisa (2018) en prins Hoessein (2019).